# Tragicomedie

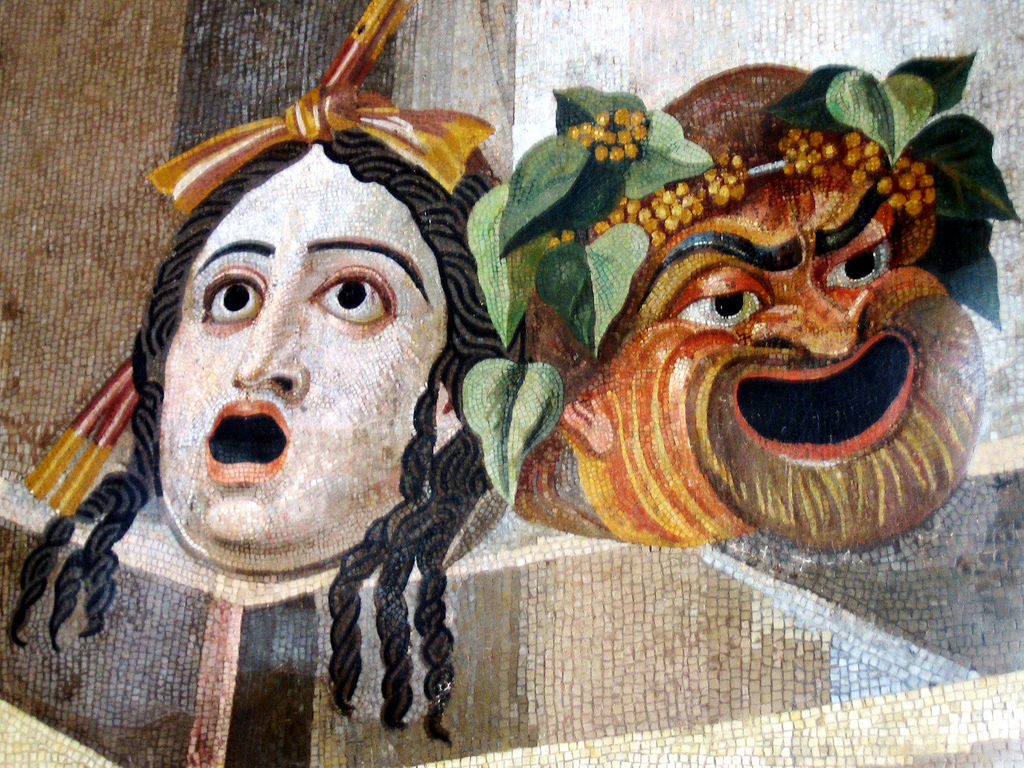

Tragicomedia (din franceză tragi-comédie) este o piesă de teatru în care conflictul fundamental, tragic, este însoțit de elemente comice, deznodământul fiind fericit.
Această specie a genului dramatic, în care tragicul și comicul se combină în aceeași structură a apărut în Renașterea italiană și s-a impus cu dificultate, datorită prejudecății moștenite de la antici, conform căreia tragicul nu trebuie să se amestece cu comicul.
Hagi-Tudose (1912; de Barbu Șt. Delavrancea) și Akim (1914; de V. Eftimiu) sunt primele tragicomedii ale dramaturgiei românești.
Alte tragicomedii românești sunt Goana după fluturi (1933) de Bogdan Amaru sau Angajare de clovn (1986) de Matei Vișniec.